# اهمتادیل، اکیورت
اهمتادیل، اکیورت (به لاتین: Ahmetadil, Akyurt) یک Köy در ترکیه است که در استان آنکارا واقع شده‌است.